# Olympische Winterspiele 2018/Rennrodeln – Team-Staffel
Die Team-Staffel im Rennrodeln bei den Olympischen Winterspielen 2018 wurde in einem Lauf ausgetragen. Er fand am 15. Februar 2018 um 21:30 Uhr Ortszeit (13:30 Uhr MEZ) statt. Austragungsort war das Alpensia Sliding Center. Olympiasieger wurde die deutsche Teamstaffel mit Natalie Geisenberger, Johannes Ludwig, Tobias Wendl und Tobias Arlt.
Die Rodel-Staffel setzte sich aus je einem Frauen- und Männer-Einsitzer sowie einem Doppelsitzer zusammen. 13 Nationen traten mit je einem Schlitten in all den drei Wettbewerben an und konnten somit eine Staffel stellen. Obwohl die Trainer in der Nominierung frei waren, wurden wie üblicherweise die besten Rodlerinnen und Rodler jeder Nation aus den Einzel- und Doppelwettkämpfen nominiert. Einzige Ausnahme bildeten die USA, wo nicht die bestplatzierte Erin Hamlin, sondern die Rodlerin mit dem schnellsten Einzellauf, Summer Britcher, aufgestellt wurde.

## Ergebnisse
| Rang | Staffel                                                                                                 | Frauen Einsitzer (s) | Männer Einsitzer (s) | Doppelsitzer (s) | Gesamtzeit (min) |
| ---- | --- | -------------------- | -------------------- | ---------------- | ---------------- |
| 1.   | DeutschlandNatalie Geisenberger Johannes Ludwig Tobias Wendl Tobias Arlt                                | 46,870               | 48,822               | 48,825           | 2:24,517         |
| 2.   | KanadaAlex Gough Samuel Edney Justin Snith Tristan Walker                                               | 47,099               | 48,820               | 48,953           | 2:24,872         |
| 3.   | ÖsterreichMadeleine Egle David Gleirscher Peter Penz Georg Fischler                                     | 47,122               | 48,758               | 49,108           | 2:24,988         |
| 4.   | Vereinigte StaatenSummer Britcher Christopher Mazdzer Justin Krewson Andrew Sherk                       | 47,266               | 48,660               | 49,165           | 2:25,091         |
| 5.   | ItalienAndrea Vötter Dominik Fischnaller Ivan Nagler Fabian Malleier                                    | 47,078               | 48,827               | 49,188           | 2:25,093         |
| 6.   | LettlandUlla Zirne Kristers Aparjods Andris Šics Juris Šics                                             | 47,369               | 48,891               | 49,055           | 2:25,315         |
| 7.   | Olympische Athleten aus RusslandJekaterina Baturina Roman Repilow Alexander Denissjew Wladislaw Antonow | 47,523               | 48,615               | 49,211           | 2:25,349         |
| 8.   | PolenEwa Kuls Maciej Kurowski Wojciech Chmielewski Jakub Kowalewski                                     | 47,711               | 49,134               | 49,568           | 2:26,413         |
| 9.   | SüdkoreaAileen Frisch Lim Nam-kyu Park Jin-yong Cho Jung-myung                                          | 47,211               | 49,854               | 49,478           | 2:26,543         |
| 10.  | RumänienRaluca Strămăturaru Andrei Turea Cosmin Atodiresei Ștefan Musei                                 | 47,097               | 49,609               | 50,138           | 2:26,844         |
| 11.  | SlowakeiKatarína Šimoňáková Jozef Ninis Marek Solčanský Karol Stuchlák                                  | 48,032               | 49,326               | 49,635           | 2:26,993         |
| 12.  | TschechienTereza Nosková Ondřej Hyman Lukáš Brož Antonín Brož                                           | 48,238               | 49,178               | 49,645           | 2:27,061         |
| 13.  | UkraineOlena Schchumowa Anton Dukatsch Oleksandr Obolontschyk Roman Sacharkiw                           | 51,503               | 49,135               | 50,365           | 2:31,003         |